# Traktat w Bukareszcie (1918)

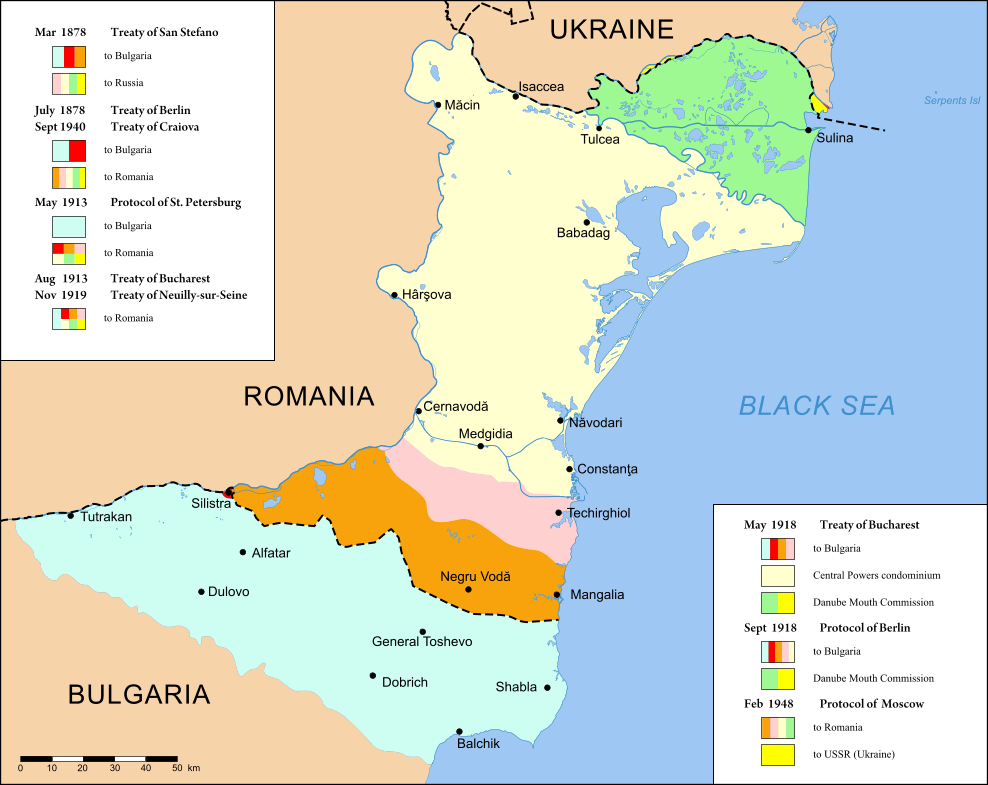
Zmiany granic na terenie Dobrudży

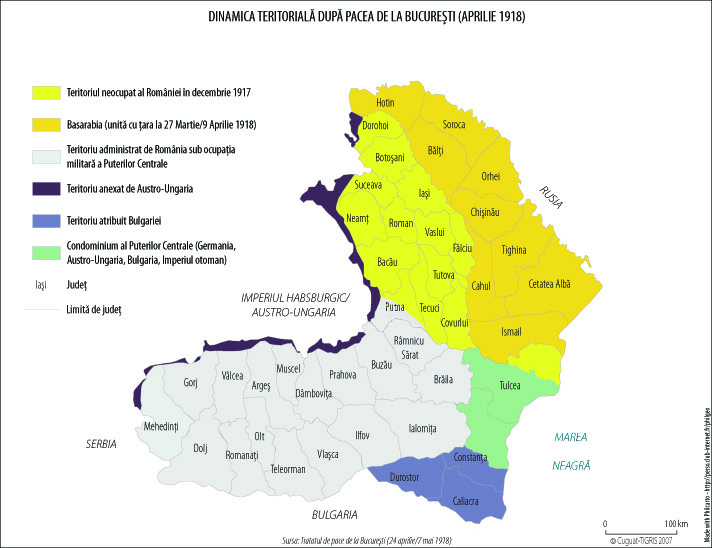
Cesje terytorialne Rumunii na rzecz Austro-Węgier (purpurowy), Bułgarii (niebieski), kondominium Państw Centralnych (zielony), okupacja Państw Centralnych (szary), włączenie Besarabii do Rumunii (pomarańczowy)

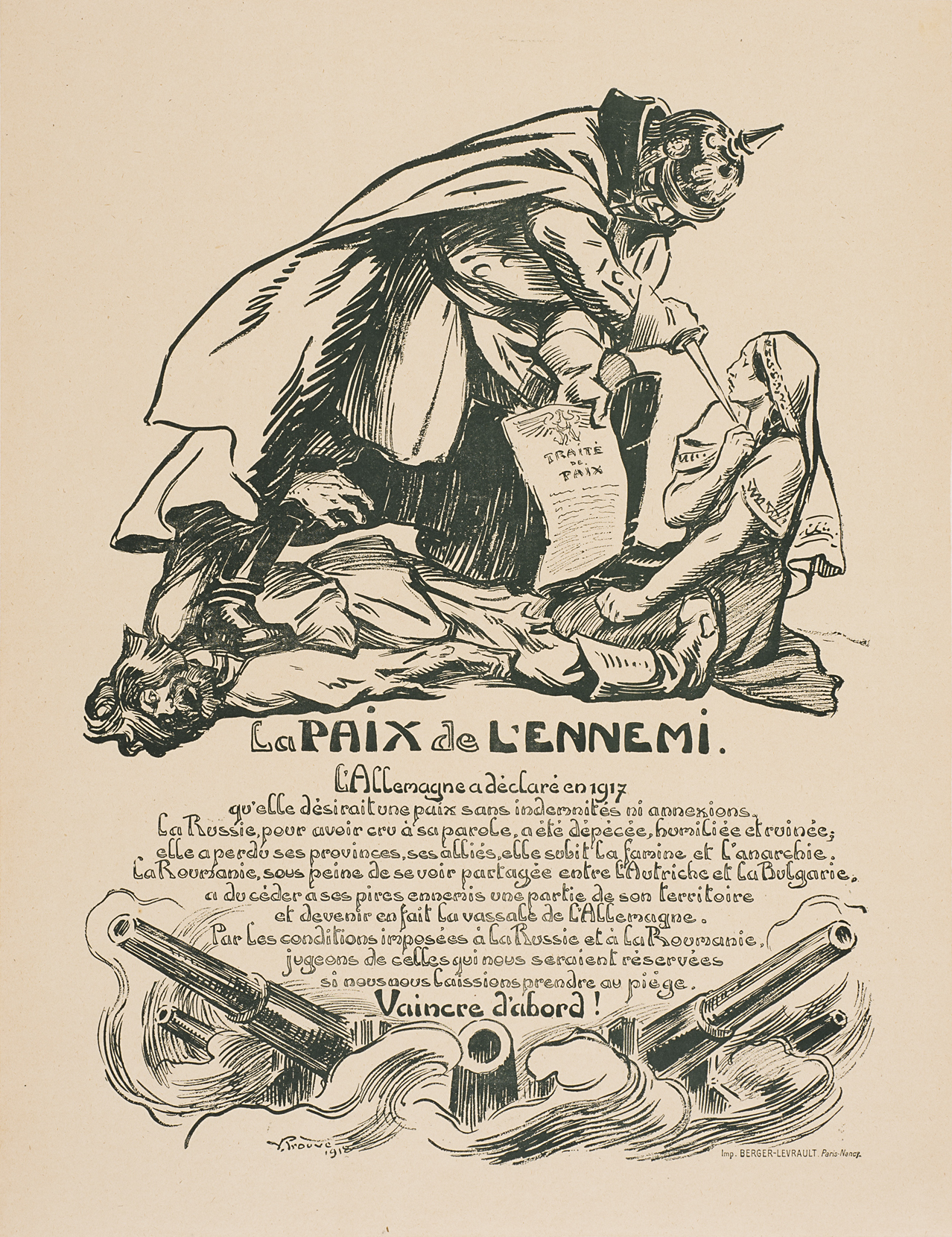
Francuska karykatura pokoju w Bukareszcie

Traktat w Bukareszcie (1918) – traktat pokojowy zawarty 7 maja 1918 roku w Bukareszcie pomiędzy Cesarstwem Niemieckim, Monarchią Austro-Węgierską, Carstwem Bułgarii i Imperium Osmańskim a Królestwem Rumunii, kończący udział Rumunii w I wojnie światowej po stronie Ententy (sierpień 1916–grudzień 1917).

## Geneza
Po przewrocie bolszewickim i zawarciu przez Rosję sowiecką 5 grudnia 1917 roku zawieszenia broni z Państwami Centralnymi Rumunia była zmuszona do zawarcia 9 grudnia 1917 roku analogicznego rozejmu, wobec utraty jedynego sojusznika na froncie z Niemcami i Austro-Węgrami.
Po ostatecznym wycofaniu się RFSRR z I wojny światowej poprzez zawarcie 3 marca 1918 roku w Brześciu separatystycznego traktatu pokojowego z państwami centralnymi, 5 marca 1918 roku w Buftea Rumunia podpisała w konsekwencji ultimatum państw centralnych preliminaria pokojowe. Dalsze rokowania prowadził nowo powołany rząd premiera Aleksandra Marghilomanu, któremu udało się uzyskać utrzymanie dostępu Rumunii do Morza Czarnego w delcie Dunaju i ograniczenie poprawek strategicznych w Karpatach na rzecz Austro-Węgier głównie do okolic niezamieszkanych przełęczy górskich (jednak kilka miejscowości górskich one objęły). Jednocześnie Rumunia uzyskała zgodę państw centralnych na aneksję Besarabii, okupowanej przez armię rumuńską od kwietnia 1918. Ceną były długoletnie koncesje gospodarcze na rzecz kapitału niemieckiego i austro-węgierskiego w przemyśle rumuńskim, w szczególności w obszarze wydobycia ropy naftowej (Zagłębie Ploeszti).
Pokój na tych warunkach został ostatecznie zawarty w Bukareszcie 7 maja 1918 roku.

## Postanowienia traktatu
Rumunia utraciła południową Dobrudżę (uzyskaną w 1913 roku po II wojnie bałkańskiej kosztem Bułgarii), na rzecz Carstwa Bułgarii, północna Dobrudża stała się kondominium czterech państw centralnych, przy czym zamiarem Niemiec było utrzymanie jej przy Rumunii. Na rzecz Austro-Węgier utraciła strategiczne przełęcze górskie w Karpatach oraz najbliższe okolice (np. miejscowość Predeal). Uzyskała zgodę na aneksję Besarabii. Cesarstwo Niemieckie otrzymało na 90 lat dzierżawę rumuńskich szybów naftowych. Dynastia Hohenzollernów utrzymała się na tronie Królestwa Rumunii. Traktat został podpisany przez premiera Aleksandra Marghilomanu, ratyfikowany przez parlament Rumunii w dniach 28 czerwca (Izba Deputowanych) – 4 lipca (Senat), jednak król Ferdynand I Hohenzollern uchylił się od jego podpisania, co dało podstawę do podważenia mocy prawnej traktatu w zmienionej sytuacji wojskowo-politycznej.
Po rozpoczęciu ofensywy wojsk Ententy na froncie południowym (z kierunku Salonik) i podpisaniu 29 września 1918 przez Bułgarię zawieszenia broni z Ententą, rząd Rumunii uznał traktat bukareszteński za nieobowiązujący, a Rumunię za znajdującą się nadal w stanie wojny z państwami centralnymi i 10 listopada 1918 wznowił działania wojenne przeciwko Austro-Węgrom, podejmując ofensywę w Siedmiogrodzie.

## Epilog – uchylenie traktatu
Traktat został uchylony 11 listopada 1918 roku przez art. XV zawieszenia broni podpisanego w Rethondes (Compiègne) pomiędzy Niemcami a Ententą. 28 czerwca 1919 roku w art. 259 traktatu wersalskiego Niemcy zrzekły się ostatecznie korzyści wynikających z traktatu w Bukareszcie. Zmiany terytorialne na rzecz Austro-Węgier i Bułgarii zostały uchylone w 1919 roku traktatami zawartymi w Saint Germain, Trianon i Neuilly-sur-Seine.